# Doto pygmaea
Doto pygmaea Bergh, 1871 è un mollusco nudibranchio della famiglia Dotidae.